# MLB Draft 2021
Der MLB Draft 2021 fand vom 11. bis 13. Juli 2021 in Denver statt. Die Draft-Reihenfolge wurde auf der Grundlage der umgekehrten Reihenfolge des MLB-Saison 2020 festgelegt. Am 26. März 2020 einigten sich die MLB und die MLBPA auf eine Vereinbarung, die die Möglichkeit vorsah, den Draft aufgrund der COVID-19-Pandemie auf 20 Runden zu halbieren. Die MLB entschied sich schließlich dafür, den Draft auf 20 Runden zu verkürzen. Insgesamt wurden 612 College- und Highschool-Spieler gedraftet.
Die Pittsburgh Pirates, die in der Saison 2020 die schlechteste Bilanz aufwiesen, wählten Henry Davis als ersten Draft-Pick aus. Die Houston Astros durften in der ersten und zweiten Runde aufgrund des sogenannten Sign-Stealing-Skandals nicht am Draft teilnehmen.
Am 2. April 2021 gab die MLB bekannt, dass das MLB All-Star-Game 2021 zusammen mit dem Draft aus Protest gegen die Verabschiedung des umstrittenen Election Integrity Act of 2021 durch die Legislative des Bundesstaates Georgia aus Atlanta verlegt wird. Drei Tage später wurde Denver als neuer Austragungsort bekannt gegeben.

## Draft Picks Runde 1
| Pick | Spieler           | Team                  | Position       | Schule                                  |
| ---- | ----------------- | --------------------- | -------------- | --------------------------------------- |
| 1    | Henry Davis       | Pittsburgh Pirates    | Catcher        | University of Louisville                |
| 2    | Jack Leiter       | Texas Rangers         | Pitcher        | Vanderbilt University                   |
| 3    | Jackson Jobe      | Detroit Tigers        | Pitcher        | Heritage Hall School (OK)               |
| 4    | Marcelo Mayer     | Boston Red Sox        | Shortstop      | Eastlake High School (CA)               |
| 5    | Colton Cowser     | Baltimore Orioles     | Outfielder     | Sam Houston State University            |
| 6    | Jordan Lawlar     | Arizona Diamondbacks  | Shortstop      | Jesuit Dallas (TX)                      |
| 7    | Frank Mozzicato   | Kansas City Royals    | Pitcher        | East Catholic High School (CT)          |
| 8    | Benny Montgomery  | Colorado Rockies      | Outfielder     | Red Land High School (PA)               |
| 9    | Sam Bachman       | Los Angeles Angels    | Pitcher        | Miami University (OH)                   |
| 10   | Kumar Rocker      | New York Mets         | Pitcher        | Vanderbilt University                   |
| 11   | Brady House       | Washington Nationals  | Shortstop      | Winder-Barrow High School (GA)          |
| 12   | Harry Ford        | Seattle Mariners      | Catcher        | North Cobb High School (GA)             |
| 13   | Andrew Painter    | Philadelphia Phillies | Pitcher        | Calvary Christian Academy (FL)          |
| 14   | Will Bednar       | San Francisco Giants  | Pitcher        | Mississippi State University            |
| 15   | Sal Frelick       | Milwaukee Brewers     | Outfielder     | Boston College                          |
| 16   | Kahlil Watson     | Miami Marlins         | Shortstop      | Wake Forest High School (NC)            |
| 17   | Matt McLain       | Cincinnati Reds       | Shortstop      | University of California, Los Angeles   |
| 18   | Michael McGreevy  | St. Louis Cardinals   | Pitcher        | University of California, Santa Barbara |
| 19   | Gunnar Hoglund    | Toronto Blue Jays     | Pitcher        | University of Mississippi               |
| 20   | Trey Sweeney      | New York Yankees      | Shortstop      | Eastern Illinois University             |
| 21   | Jordan Wicks      | Chicago Cubs          | Pitcher        | Kansas State University                 |
| 22   | Colson Montgomery | Chicago White Sox     | Shortstop      | Southridge High School (IN)             |
| 23   | Gavin Williams    | Cleveland Indians     | Pitcher        | East Carolina University                |
| 24   | Ryan Cusick       | Atlanta Braves        | Pitcher        | Wake Forest University                  |
| 25   | Max Muncy         | Oakland Athletics     | Shortstop      | Thousand Oaks High School (CA)          |
| 26   | Chase Petty       | Minnesota Twins       | Pitcher        | Mainland Regional High School (NJ)      |
| 27   | Jackson Merrill   | San Diego Padres      | Shortstop      | Severna Park High School (MD)           |
| 28   | Carson Williams   | Tampa Bay Rays        | Shortstop      | Torrey Pines High School (CA)           |
| 29   | Maddux Bruns      | Los Angeles Dodgers   | Pitcher        | UMS-Wright Preparatory School (AL)      |
| 30   | Jay Allen         | Cincinnati Reds       | Outfielder     | John Carroll Catholic High School (FL)  |
| 31   | Joe Mack          | Miami Marlins         | Catcher        | Williamsville East High School (NY)     |
| 32   | Ty Madden         | Detroit Tigers        | Pitcher        | University of Texas at Austin           |
| 33   | Tyler Black       | Milwaukee Brewers     | Second Baseman | Wright State University                 |
| 34   | Cooper Kinney     | Tampa Bay Rays        | Second Baseman | Baylor School (TN)                      |
| 35   | Matheu Nelson     | Cincinnati Reds       | Catcher        | Florida State University                |
| 36   | Noah Miller       | Minnesota Twins       | Shortstop      | Ozaukee High School (WI)                |